# 弘仁地震
弘仁地震（こうにんじしん）は、平安時代の初期であった818年（弘仁9年）夏に、当時の東国、現在の関東地方で発生し、広範囲に被害をもたらした大規模な地震。被害は、当時の安房国と上総国（現在の千葉県南部）を除く東国全域にあたる相模国、武蔵国、下総国、常陸国、上野国、下野国に及んだとされ、特に上野国（群馬県）と武蔵国（埼玉県）の被害が大きかった。発生日については、当時の暦で7月14日とする資料もあるが、必ずしも明確ではない。
この地震は、海溝型巨大地震と考えられたこともあったが、内陸地震とする説が優勢となっている。最大震度は、液状化の痕跡の分布状況などから、震度6であったと推定されている。
被災状況は、892年（寛平4年）に完成した『類聚国史』に詳しい言及があり、東国の被災地へ朝使が派遣されて、税の免除措置を伝え、また被害の調査にあたった内容が記されている。これはもともと『日本後紀』巻二十七にあった記述を転載したものとされている。
こうした記述は、現代における考古学的調査によって裏付けられており、地割れ、液状化現象、地すべり、土砂崩れ、洪水などの痕跡が確認されている。赤城山南麓では地すべりなどが多発したとされる。
被災後、朝廷は各地に修理所を設けて、寺院と官衙などの復旧にあたった。また、勅旨田を各地に設け、農業の建て直しを図った。
天台宗の開祖である最澄は、地震の3年前に東国各地で布教にあたって大きな影響を残していたが、地震後の東国では村落内寺院が広まるなど、復興の過程では仏教が大きな影響力をもったと考えられている。
弘仁地震以降、1200年以上にわたって上野国〜群馬県では大規模な地震が発生しておらず、住民の間には「群馬は地震がない」という思い込みが広まっている、と専門家は指摘し、警鐘を鳴らしている。